# جبريل إسبينوزا
جبريل إسبينوزا هو لاعب كرة قدم إكوادوري، ولد في 13 أغسطس 1988 في كيتو في الإكوادور. لعب مع إل. دي. يو. كيتو.